# Vindeln (commune)
La commune de Vindeln est une commune suédoise du comté de Västerbotten. 5 773 personnes y vivent. Son chef-lieu se situe à Vindeln.

## Localités principales
- Åmsele
- Granö
- Hällnäs
- Tvärålund
- Vindeln